# In Your Eyes (Niamh Kavanagh)
In your eyes is een nummer van de Ierse zangeres Niamh Kavanagh uit 1993. Het werd geschreven en gecomponeerd door Jimmy Walsh.
Met dit lied won Ierland in 1993 het Eurovisiesongfestival.

## Achtergrond
In your eyes is een ballad waarin Kavanagh zingt hoe ze, na een periode van eenzaamheid, de liefde heeft gevonden in de armen van haar minnaar. Het nummer werd speciaal voor haar geschreven door Jimmy Walsh, die haar tevens aanspoorde te proberen met het lied naar het Eurovisiesongfestival te gaan. Kavanagh, destijds werkzaam als succesvol sessiezangeres, had daar aanvankelijk weinig interesse in, maar liet zich toch overhalen. De opnames van In your eyes werden door Walsh, Kavanagh en uitgever Bill Graham zelf bekostigd.
Het lied werd geproduceerd door Frank McNamara. Hij was een jaar eerder ook al verantwoordelijk geweest voor de productie van Why me? van Linda Martin, dat in 1992 voor Ierland het songfestival won.

## Eurovisiesongfestival 1993
In your eyes was een van de acht liedjes in de Ierse voorronde voor het Eurovisiesongfestival van 1993. Deze nationale finale vond op 14 maart van dat jaar plaats in Dublin. Tot haar eigen verrassing won Niamh Kavanagh de competitie en ze mocht Ierland zodoende gaan vertegenwoordigen op het Eurovisiesongfestival. Ver hoefde ze daar niet voor te reizen, want door de zege van Linda Martin, een jaar eerder, hadden de Ieren het recht de show te organiseren. De editie van 1993 werd op 15 mei gehouden in Millstreet.
Op het songfestival was Kavanagh als veertiende van 25 deelnemers aan de beurt. De puntentelling was bijzonder spannend, aangezien Ierland en het Verenigd Koninkrijk tot op het laatste moment verwikkeld waren in een nek-aan-nek-race om de eerste plaats. Pas bij de allerlaatste punten die werden gegeven, de 12 punten van Malta, werd duidelijk dat Kavanagh de winnares van de avond was.
In totaal ontving In your eyes van zeven landen het maximumaantal van 12 punten. De totale puntenscore van 187 was uiteindelijk voldoende voor de vijfde Ierse songfestivalzege in de historie.

## Hitlijsten
Internationaal gezien werd In your eyes geen grote hit. Alleen in Ierland zelf kwam de single op nummer 1, en dat voor vijf weken. Het was in Ierland de best verkochte single van het jaar 1993.
In het Verenigd Koninkrijk bleef het succes bescheiden met een 24ste plaats als hoogste positie. In Nederland behaalde Kavanagh na vijf weken tipparade geen notering in de Nederlandse Top 40. Wel stond zij drie weken in de Mega Top 50, waar In your eyes niet verder kwam dan nummer 42.
1956: Refrain · 
1957: Net als toen · 
1958: Dors, mon amour · 
1959: 'n Beetje · 
1960: Tom Pillibi · 
1961: Nous les amoureux · 
1962: Un premier amour · 
1963: Dansevise · 
1964: Non ho l'età · 
1965: Poupée de cire, poupée de son · 
1966: Merci, chérie · 
1967: Puppet on a string · 
1968: La la la · 
1969: Un jour, un enfant, De troubadour, Vivo cantando, Boom bang-a-bang · 
1970: All kinds of everything · 
1971: Un banc, un arbre, une rue · 
1972: Après toi · 
1973: Tu te reconnaîtras · 
1974: Waterloo · 
1975: Ding-a-dong · 
1976: Save your kisses for me · 
1977: L'oiseau et l'enfant · 
1978: A-ba-ni-bi · 
1979: Hallelujah · 
1980: What's another year · 
1981: Making your mind up · 
1982: Ein bißchen Frieden · 
1983: Si la vie est cadeau · 
1984: Diggi-loo diggi-ley · 
1985: La det swinge · 
1986: J'aime la vie · 
1987: Hold me now · 
1988: Ne partez pas sans moi · 
1989: Rock me · 
1990: Insieme: 1992 · 
1991: Fångad av en stormvind · 
1992: Why me? · 
1993: In your eyes · 
1994: Rock 'n' roll kids · 
1995: Nocturne · 
1996: The voice · 
1997: Love shine a light · 
1998: Diva · 
1999: Take me to your heaven · 
2000: Fly on the wings of love · 
2001: Everybody · 
2002: I wanna · 
2003: Everyway that I can · 
2004: Wild dances · 
2005: My number one · 
2006: Hard rock hallelujah · 
2007: Molitva · 
2008: Believe · 
2009: Fairytale · 
2010: Satellite · 
2011: Running scared · 
2012: Euphoria · 
2013: Only teardrops · 
2014: Rise like a phoenix · 
2015: Heroes · 
2016: 1944 · 
2017: Amar pelos dois · 
2018: Toy · 
2019: Arcade · 
2021: Zitti e buoni · 
2022: Stefania · 
2023: Tattoo · 
2024: The code